# Laboratoire de Physique Moléculaire des Hautes Énergies
Le Laboratoire de Physique Moléculaire des Hautes Énergies (LPMHE) est un établissement français de recherche fondamentale, aujourd’hui disparu. Ce laboratoire privé, situé sur la commune de Peymeinade, dans les Alpes-Maritimes, a mené certaines de ses recherches en association avec la Faculté de Sciences de  Nice.
Le laboratoire était spécialisé dans les réactions moléculaires de haute énergie,.

## Recherches et découvertes
En 1969, des chercheurs du laboratoire travaillaient par exemple sur l'ionisation par choc d'une cible gazeuse de molécules triatomiques d'hydrogène.
En 1998, une équipe du LPMHE, sous la direction de Marcel Devienne (en) "bombarde" (par jets moléculaires (en) ) des atomes de carbone avec de l’hydrogène, de l’azote et de l’oxygène et créent ainsi artificiellement les "briques de base" de la vie, en l'occurrence des acides aminés et des bases azotées en reproduisant des "conditions quasi-cosmiques",.

## Publications
- ‘Fast atom bombardment’—A rediscovered method for mass spectrometry (1982)
- Total synthesis of interstellar chemical compounds by high energy molecular beam bombardment on pure graphite (1984)
- Symposiums internationaux sur les jets moléculaires (tenus à Cannes)

## Histoire
Le laboratoire, unique laboratoire privé français dans son domaine, a été fondé par Marcel Devienne (F.M. Devienne) en 1960 et a fermé ses portes en 2002.

### Fondateur et directeur
1997 : Marcel Devienne (en), directeur du Laboratoire, reçoit le Prix Lazare-Carnot pour ses travaux en recherche fondamentale.

### Destin du site après la fermeture
2008 : Le site du laboratoire fait l'objet d'un projet de terrain de golf, contesté par une association locale.